# داته سودو

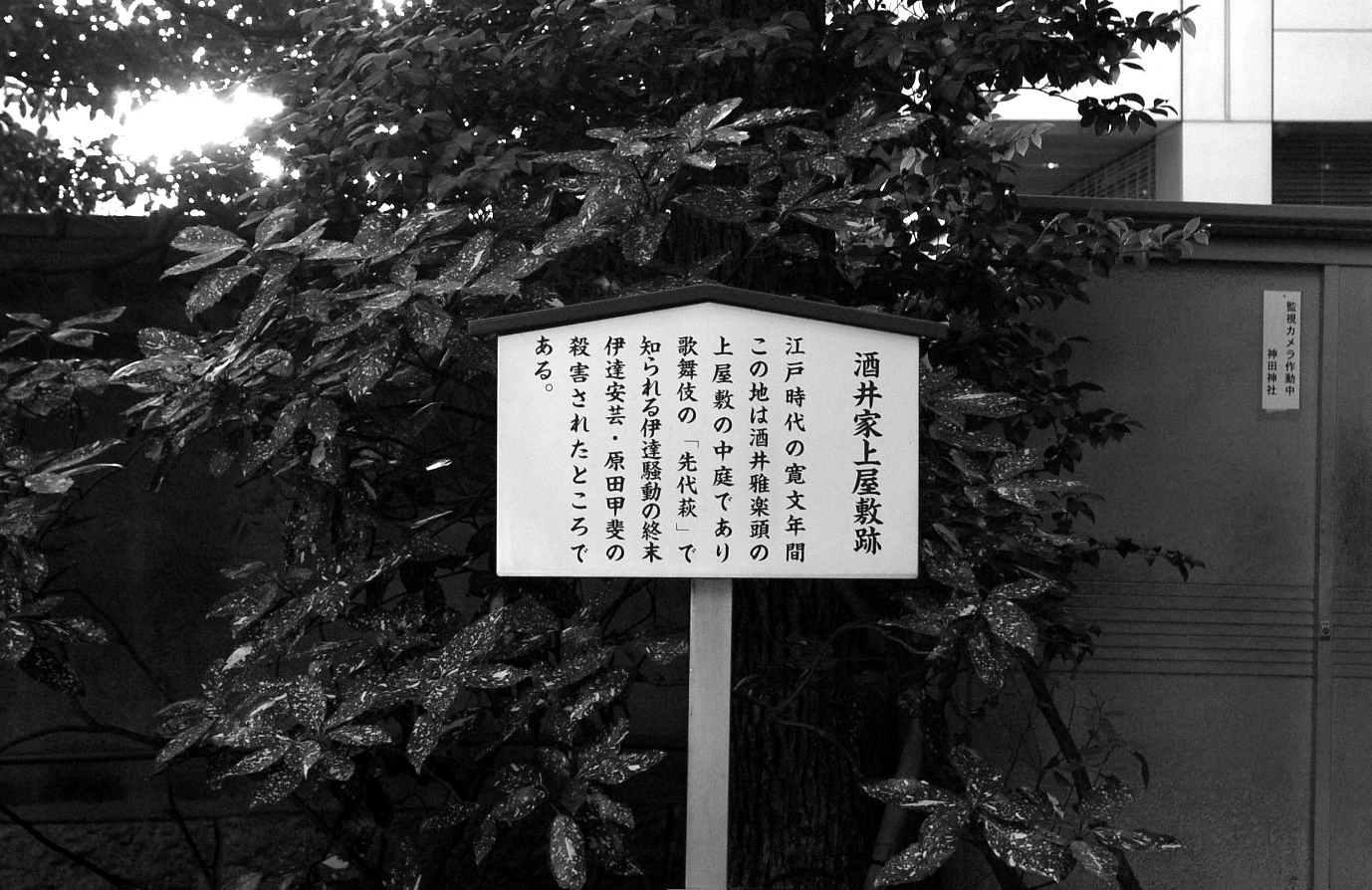
تابلو نماد داته سودو

 داته سودو (به ژاپنی: 伊達騒動 Date Sōdō) یک نزاع خانوادگی (او-ایه سودو) در خاندان داته بود که در سال ۱۶۷۱ میلادی رخ داد.